# Casa de Vučo sobre el Sava
Casa de Vučo sobre el Sava se encuentra en la calle Karađorđeva 61-61a en Belgrado, en el territorio de Municipio de la ciudad Savski venac. Fue levantada en el año 1908 y representa un bien de interés cultural como un monumento cultural.
Casa de Vučo sobre el Sava fue levantada para el mercader Đorđe Vučo en el período de prosperidad de “savska varoš” por el proyecto del arquitecto Dimitrije T. Leko como una construcción representativa de dos pisos, con dos propósitos. En las habitaciones de la planta baja se encontraban unas tiendas, mientras las plantas altas fueron diseñadas como viviendas. En el contexto espacial, el edificio es equivalente al edificio de enfrente, Cooperativa bancaria de Belgrado.
Aunque, con la división de la fachada en tres partes, la concepción del edificio fue realizada en una manera tradicional, la restauración de la fachada principal indica la penetración de la nueva arquitectura Art nouveau. La verticalidad de la fachada frontal, que da a la plaza, fue realizada con las ventanas tripartitas de los pisos, que, en el área del techo, sobresale el ático que tiene forma de arco con una cúpula piramidal. El motivo central de la restauración decorativa de la fachada representa el motivo de la cabeza femenina con una concha y unas guirnaldas en el sitio semicircular del tímpano del primer piso. Las fachadas laterales fueron embellecidas con unos balcones con barandillas de hierro forjado, en las que lo que más se destaca son los motivos geométricos y florales. La planta baja del edificio fue destinada a tiendas y los apartamentos diseñados como viviendas representativas.
Casa de Vučo representa la contribución al desarrollo del antiguo pequeño mercado sobre el Sava, e indica una relación interesante entre el inversor y el arquitecto, especial en la arquitectura de Belgrado, porque todas las construcciones para la familia Vučo las diseñó el arquitecto Dimitrije T. Leko. La casa representa el estilo Art nouveau. Durante el siglo XIX en este territorio existieron fincas y casas de las familias estimadas de Belgrado,  como, por ejemplo, Antule, Vuče. Stojanovići etc. Alrededor del Pequeño Mercado se encontraban la casa de Ljubomir Krsmanović del año 1894, y el hotel ¨Bosna¨. En el Bombardeo y en la Segunda Guerra Mundial el edificio fue parcialmente dañado. Las reparaciones fueron realizadas en el proyecto de 1946.